# جامعة إكستر
جامعة إكسِتِر (بالإنجليزية: University of Exeter) وتنطق كذلك إكزِتِر هي إحدى جامعات الإقليم الجنوبي الغربي من إنكلترا في المملكة المتحدة وتقع في مدينة إكستر بمقاطعة ديفون بإنكلترا وتعتبر من أفضل الجامعات البريطانية وأكثرها صعوداً في التطور والنمو.
تعود بداياتها إلى عام 1855 م بعد فتح مدرسة العلوم والآداب ومع ذلك لم تعلن كجامعة إلا في عام 1955 حيث تم الحصول على امتياز فتح الجامعة. عدد طلابها حتى عام 2008 زاد على 15 ألف طالب، منهم أكثر من 4 آلاف طالب دراسات عليا. تتألف من ثلاثة أحرم جامعية (ستريثام، سانت لوك، تريمو) ويعد الحرم الجامعي في ستريثام الجزء الأساسي من الجامعة إذ إنه يحـوي أغلب الأقسام الأساسية.

## التخصصات والسمعة
- دخلت إكستر إلى قائمة العشر جامعات الأولى في بريطانيا حيث صنفت عام 2011-2012 في المرتبة 10 على مستوى بريطانيا، كما قد صنفت كذلك في عام 2010 كواحدة من أفضل 10 جامعات في المملكة المتحدة بريطانيا على مؤشر تايم لأفضل جامعات بريطانيا (The Times Good University Guide) حيث احتلت إكستر المرتبة التاسعة إلى جانب أعرق جامعات بريطانيا: أكسفورد، كامبردج، جامعة كلية لندن، امبريال كوليدج، مدرسة لندن للاقتصاد، جامعة وارويك، سانت اندروس، جامعة ديرهام، جامعة بريستول.

وتقدمت إكستر وفق هذا التصنيف الأخير على عدد من الجامعات البريطانية العريقة مثل جامعات - مانشستر، أدنبره، كينجز كوليدج، شيفيلد، برمنغهام، وغلاسكو
وصنف الحرم الجامعي بها ضمن أفضل 5 على مستوى المملكة المتحدة بحسب الاستطلاع الوطني National Student Survey
- فازت جامعة إكستر بجائزة تايمز لأرفع الجامعات في Winner of the "Times Higher University of the Year" award in 2007/2008

كما حازت الجامعة على جائزة الملكة السنوية The Queen's Anniversary Prize لثلاث مرات حيث منحت الجائزة الأخيرة إلى فريق مـن العلماء الذين حولوا حياة المئات من الذين يعانون من مرض السكري.
جاءت الجامعة في المرتبة الأولى بين الجامعات البريطانية في مجال علم «الآثار القديمـة».
وحلت خامسة في الدعم الأكاديمي وتطوير الأفراد، واحتلت المركز الرابع في مستوى رضا الطلبة (استطلاع صنداي تايمز لعام 2008) كما صنفت مدرسة إدارة الأعمال بها كإحدى أفضل 20 مدرسة في المملكة المتحدة في عام 2008، حيث صنف مجال المحاسبة والتمويل كأفضل ثاني برنامج على مستوى جامعات بريطانيا وتخصص الاقتصاديات في المرتبة رقم 12 وجاء ترتيب إدارة الأعمال في المركز 16 بين الجامعات البريطانية وصنفت مدرسة السياسة والعلوم الاجتماعية من بين أفضل أربع جامعات في المملكة المتحدة لعام 2009 بعد اكسفورد وكامبردج ومدرسة لندن للاقتصاد والسياسة.
وحاز البروفيسور John Tooke من كلية Peninsula Medical Schoolالطبية بالجامعة على جائزة الملكة السنوية The Queen's Anniversary Prize في عام 1996 أيضالانجازه العلمي في مجال مرض السكري
وحسب تصنيف RAE البحثي العالمي لعام 2008، فقد اعتبرت نسبة 90% من بحوث الجامعة معترف بها دوليـاً.
وبحسب تصنيف QS World University Rankings اعتبرت جامعة إكستر واحدة من أفضل 300 جامعة على المستوى العالمي.

## خريجون بارزون
- الصادق الغرياني
- سلطان القاسمي
- عبد العزيز بن ناصر المانع

## وصلات خارجية
- الموقع الرسمي لجامعة إكستر على شبكة المعلومات العالمية
- تايم TIME لافضل جامعات بريطانيا يصنف إكستر ضمن أفضل 10 في المملكة المتحدة
- مؤشر QS يصنف إكستر ضمن أفضل 300 جامعة على المستوى العالمي